# Bowkeria
Bowkeria es un género con nueve especies de plantas  perteneciente a la familia Stilbaceae.

## Especies seleccionadas
- Bowkeria calceolarioides
- Bowkeria citrina
- Bowkeria cymosa
- Bowkeria gerrardiana
- Bowkeria natalensis
- Bowkeria simplicifolia
- Bowkeria triphylla
- Bowkeria velutina
- Bowkeria verticillata